# Station Saint-Louis (Haut-Rhin)
Station Saint-Louis is een spoorwegstation in de Franse gemeente Saint-Louis.

## Treindienst
| Serie     | Treinsoort | Route                                                                           | Bijzonderheden |
| --------- | ---------- | ------------------------------------------------------------------------------- | -------------- |
| TER 96100 | TER (SNCF) | Mulhouse-Ville – Saint-Louis – Basel SBB                                        | S-Bahn Basel   |
| TER 96200 | TER (SNCF) | Strasbourg-Ville – Sélestat – Colmar – Mulhouse-Ville – Saint-Louis – Basel SBB | S-Bahn Basel   |